# Ernest Lawrence Rossi
Ernest Lawrence Rossi (ur. 26 marca 1933 w Shelton, Connecticut, zm. 19 września 2020) – amerykański psychoterapeuta, psycholog, nauczyciel, autor licznych publikacji z zakresu psychoterapii. Uczeń Miltona H. Ericksona.

## Życiorys
Ernest Rossi urodził się  26 marca 1933 roku w Shelton, (Connecticut). Jego ojciec  był stolarzem, często pozostającym bez pracy. Kiedy miał trzy lata, dziadek, z którym był bardzo związany, miał udar. Był sparaliżowany i poruszał się na wózku inwalidzkim.
W wieku siedmiu lat rozpoczął swoją pierwszą pracę, jako pomocnik wymagającego, starszego szewca, Patsy. Przez kolejne osiem lat, codziennie po szkole i w weekendy pracował u niego w warsztacie.
Studiował farmację na University of Connecticut, gdzie w 1954 roku uzyskał tytuł B.S.  Lektura Freuda „Objaśnianie marzeń sennych” zainspirowała go do podjęcia nauki w kierunku psychologii. W 1958 roku ukończył Psychologię na Washington State University, uzyskując tytuł M.A.. Przez dwa lata był wspierany przez stypendium naukowe i wszystkie środki wydawał na własną psychoterapię. Następnie dostał się na Tample University, Philadelphia w Pensylwanii, gdzie się doktoryzował.
W latach 1962–1964 uzyskał stypendium habilitacyjne. Pracował w szpitalu Mount Sinai w Los Angeles w Kalifornii, ucząc się od psychoanalityka Franza Alexandra. Następnie uczył się psychoanalizy Jungowskiej. W latach 1963–1977 był żonaty z Sheilą Rossi. Mają dwie córki. 
Rossi otworzył prywatną praktykę i w 1968 roku uzyskał Certyfikat z Psychologii Klinicznej. Miltona H. Ericksona poznał  w 1972 roku. Kilka razy spotkał się z nim jako pacjent. Później Rossi uczył się od Ericksona,  pisał wspólnie z nim książki i artykuły.
Rossi sam o sobie mówi,  że jego rolą jest integracja neurobiologii i psychoterapii.  W trakcie pracy naukowej otrzymał wiele wyróżnień, m.in. nagrodę za całokształt pracy i wkład w rozwój psychoterapii od The Milton H.Erickoson Foundation w 1986 roku, od The American Association for Psychotherapy w 2003 roku i od The American Society of Clinical Hypnosis, Bernauer Newton Trust w 2008 roku.
W 1988 roku Rossi rozpoczął studia matematyczne i od 1992 roku jest członkiem Mathematical Association of America. 
Przeprowadził ponad 250 warsztatów i treningów w wielu krajach m.in. w Australii, Argentynie, Belgii, Kanadzie, Chinach, Anglii, Francji, Niemczech, Izraelu, Japonii. W  1993 roku przeprowadził w Polsce warsztat "Hipnoterapia - Psychobiologiczne mechanizmy uzdrawiania". 
Jest twórcą teorii cykli ultradobowych oraz koncepcji Psychospołecznej Genomiki Samostwarzania. Wraz z współpracownikami bada wpływ hipnozy i hipnoterapii na rozwój sieci neuronalnych mózgu oraz zmiany w ekspresji genów a także zmiany na poziomie kwantowym. Badał także możliwość wykorzystywania hipnozy w leczeniu chorób somatycznych, głównie raka. 
Prowadzi prywatna praktykę w Los Osos, w Kalifornii. Od 1995 roku jest żonaty z Kathryn L. Rossi.

## Wybrane publikacje

### w języku polskim
- 1996, & Erickson M.H.,"Lutowy człowiek. Strategiczna terapia krótkoterminowa", GWP, Gdańsk.
- 2005, Rossi E.L. "Hipnoterapia - Psychobiologiczne mechanizmy uzdrawiania", Zysk i S-ka, Poznań.
- 2016, Rossi E.L., Rossi K.L. "Kreowanie nowej świadomości - psychospołeczna genomika samostwarzania", Palisades Gateway Publishing

### w języku angielskim
- 1972, Dreams and the Growth of Personality. NY: Pergamon Press.

- 1976, & Erickson M.H., Rossi S.I."Hypnotic Realities.The Induction of Clinical Hypnosis and Forms of Indirect Suggestion.", N.Y., Irvington.
- 1979, & Erickson M.H. "Hypnotherapy. An Exploratory Casebook", N.Y., Irvington.
- 1980, Ed."The Collected Papers of Milton H.Erickson on Hypnosis", N.Y., Irvington.

- 1981, & Erickson M.H. "Experiencing Hypnosis: Therapeutic Approaches to Altered States", N.Y, Irvington.
- 1984, & Ryan M., Sharp F. Ed., Healing in Hypnosis. The Lectures, Seminars, and Workshops of Milton H. Erickson. Vol. I, N.Y., Irvington.
- 1986, "Altered states of consciousness in everyday life: The ultradian rhythms.", w: Wolman B, Ulman M. Ed., "Handbook of Altered States of Consciousness.", N.Y., Van Nostrand.
- 1988, & Cheek D., "Mind-Body therapy: Ideodynamic healing in hypnosis.", N.Y., Norton.
- 1990, & Ryan M. (Eds.)"Creative Choice in Hypnosis: The Lectures, Seminars, and Workshops of Milton H. Erickson.Vol.IV", NY: Irvington.
- 1991, & Nimmonds D., "The 20-Minute Break: Using the new science of ultradian rhythms.", LA, Jeremy P.Tarcher, INC.
- 1991, & Erickson M.H., Ryan M.O., Ed."Creative Choice in Hypnosis.", The Seminars, Workshops, and Lectures of Milton H. Erickson, vol. IV,  N.Y., Irvington.
- 1993, "The Psychobiology of Mind-Body Healing" New Concepts of Therapeutic Hypnosis. Norton&Company, INC.
- 2004, "A Discourse with Our Genes: The  Psychosocial and Cultural Genomics of Therapeutic Hypnosis and  Psychotherapy", Zeig, Tucker and Theisen.
- 2007, "The Breakout Heuristic: The New Neuroscience of Mirror Neurons, Consciousness and Creativity in Human Relationships: Selected Papers of Ernest Lawrence Rossi." Phoenix, Arizona: The Milton H. Erickson Foundation Press.
- 2014, & Erickson M.H., Hypnotherapy: An Exploratory casebook. Phoenix, The Milton H. Erickson Foundation Press.